# Book of Love (groupe)
Pour les articles homonymes, voir Book of Love.
Book of Love est un groupe de synthpop américain formé en 1984 par Jade Lee, Susan Ottaviano, Lauren Roselli, Ted Ottaviano.

## Discographie

### Albums
- 1986 : Book of Love
- 1988 : Lullaby
- 1991 : Candy Carol
- 1993 : Lovebubble
- 2001 : I Touch Roses - The Best of Book of Love

### Singles
- 1985 : Boy
- 1985 : I Touch Roses
- 1987 : Modigliani (Lost In Your Eyes)
- 1988 : Lullaby
- 1989 : Witchcraft
- 1990 : Alice Everyday
- 1991 : Counting The Rosaries
- 1993 : Boy Pop